# Fachowiec
Fachowiec – polski telewizyjny film obyczajowy z 1983 roku w reżyserii Krzysztofa Grubera, na podstawie powieści Wacława Berenta pod tym samym tytułem.

## Treść
Akcja opowieści o losach młodego zbuntowanego inteligenta rozgrywa się w Królestwie Polskim na przełomie XIX i XX wieku.
Po śmierci rodziców Kazimierz Zaliwski, nie chcąc korzystać z pomocy rodziny, zmuszony jest zaniechać dalszego kształcenia i podjąć pracę zarobkową dla utrzymania siebie i małego Michasia. Mimo ukończenia gimnazjum, zdolny absolwent świadomie wyrzeka się pracy biurowej, opanowany idealistycznym pragnieniem „pracy u podstaw”, poznania ciężkiego trudu fizycznego i zbliżenia do środowiska robotników, dla których chce być towarzyszem i szlachetnym edukatorem. Wbrew wszystkim podejmuje pracę ślusarza-praktykanta w fabryce, gdzie spotyka się z nieufnością robotników i z surowym ale życzliwym stosunkiem majstra Walickiego. Poznaje też jego córkę Helenę, której niezręcznie próbuje wyrazić swe uczucia.  Wciąż różniący się od swych współtowarzyszy pracy Zaliwski, nie potrafi także odnaleźć się już w inteligenckim środowisku młodzieży gimnazjalnej i akademickiej, z którym styka się dzięki Helenie. 
Tragiczny wypadek w fabryce i nagła śmierć Walickiego, a następnie rozstanie z Heleną – kończą okres idealistycznych zamierzeń i planów swoistego ułożenia sobie życia. Całkiem przekreśla je utrata pracy wskutek redukcji fabrycznych robotników i rosnące zadłużenie, które sprawia, że Kazimierz zmuszony jest zrezygnować z opieki nad młodszym bratem. Osamotniony, rozgoryczony i zagubiony, zaczyna bezradnie miotać się w świecie, przeciw którego normom się zbuntował, i ostatecznie podejmuje próbę samobójstwa. Uratowany i wyleczony, rezygnuje z poprzednich ambicji i górnolotnych marzeń, by upokorzony i ugięty, w końcu przyjąć zaoferowaną przez znajomego fabrykanta posadę dyspozycyjnego zwierzchnika robotników. 

## Obsada
- Cezary Morawski – Kazimierz Zaliwski
- Piotr Tabor – Michaś, jego brat
- Bronisław Pawlik – majster Walicki
- Małgorzata Pieczyńska – Helena, jego córka
- Jacek Kałucki – student Zanicz, znajomy Heleny
- Marek Frąckowiak – robotnik Andrzej
- Jerzy Bończak – Borwicz, współwłaściciel fabryki
- Zygmunt Maciejewski – Schwineiger, drugi współwłaściciel
- Gustaw Lutkiewicz – fabrykant Kwaśniewski
- Barbara Horawianka – Zagórska, właścicielka kamienicy
- Emil Karewicz – prefekt policji
- Henryk Machalica – profesor z Berlina
- Czesław Lasota – naczelny redaktor czasopisma
- Andrzej Krasicki – wuj Kazimierza
- Teresa Szmigielówna – ciotka Kazimierza
- Janusz Bylczyński – fabrykant Strum
- Włodzimierz Witt – Wacław Kosoń, współlokator Kazimierza
- Witold Dębicki – robotnik w szynku